# 商少真
商少真(Lolita Shang)，台灣台北市人。畢業於復興美工商業設計科，先後從事過雜誌服裝編輯、妝髮造型師、時尚插畫家，出過多本圖文畫冊。

## 出版作品
- 《夢酥酥I》商少真插畫集
- 《亮晶晶》商少真禮物書
- 《I Love You》商少真娃娃書

## 插畫合作

### 飾品
- 鎮金店專屬金飾
- 孫芸芸品牌Star by Yun之飾品設計

### 化妝品
- 伊莉莎白柏雅頓
- 高絲
- 資生堂
- 幽蘭
- 雅詩蘭黛

### 時尚品牌
- Beauty雜誌
- ELLE雜誌
- BAZAAR雜誌
- VOGUE雜誌
- MEN'S UNO雜誌

### 藝術創作
- 2012 Art Revolution臺北新藝術博覽會
- 2012 Art Taipei臺北國際藝術博覽會
- 2012 北京〔今日美術館〕之〖未來通行證全球巡回展〗
- 2013 Art Revolution臺北新藝術博覽會
- 2013 上海藝術博覽會
- 2013 上海城市藝術博覽會
- 2014 Art Revolution臺北新藝術博覽會

## 外部連結
- 商少真臉書官網（页面存档备份，存于）
- 娃娃國裡的娃娃Queen
- https://web.archive.org/web/20141213040729/http://jou.pccu.edu.tw/weekly/personage107/personage1078/personage-04.html 文化一周人文版
- http://eggmilk2006.blogspot.tw/2012/03/blog-post_22.html（页面存档备份，存于） 黑暗深處 藝術家商少真~ 娃娃國裡的奮鬥故事
- http://magz.artscharity.org/issue/content/584（页面存档备份，存于） 黎畫廊（Art Taipei 2012 展間 B08）
- http://www.elle.com.tw/fashion/style_insight/reconstruct_shan（页面存档备份，存于） 舊包改造秘訣-商少真：流行不是數學公式
- http://amykiki.pixnet.net/blog/post/34919893-5-21（页面存档备份，存于） 世貿二館-beat-party-舞炫音迷派對主題服裝